# الجداف (مترو دبي)
محطة الجداف (بالإنجليزية: Al-Jaddaf station)‏؛ هي محطة نقل سريع على الخط الأخضر لشبكة مترو دبي التي تخدم دبي في الإمارات العربية المتحدة.